# Florham Park
Florham Park es un borough ubicado en el condado de Morris en el estado estadounidense de Nueva Jersey. En el año 2010 tenía una población de 11,696 habitantes y una densidad poblacional de 606 personas por km².

## Geografía
Florham Park se encuentra ubicado en las coordenadas 40°46′38″N 74°23′25″O / 40.77722, -74.39028.

## Demografía
Según la Oficina del Censo en 2000 los ingresos medios por hogar en la localidad eran de $88,706 y los ingresos medios por familia eran $102,047. Los hombres tenían unos ingresos medios de $74,410 frente a los $49,551 para las mujeres. La renta per cápita para la localidad era de $42,133. Alrededor del 5.8% de la población estaba por debajo del umbral de pobreza.